# 川漢線
川漢線（せんかんせん）は清朝末期に計画、建設された中国の鉄道路線である。最初の計画では成都から内江、重慶、万県、奉節、秭帰、宜昌を経て漢口に至る全長約3000kmの路線であった。本路線は清朝の時代に全線が建設されることはなかった。
中華人民共和国成立後、1952年に西側部分の成都～重慶間が成渝線として開通した。それよりも東側は未開通の状態が長く続いたが、21世紀に入り渝万都市間鉄道・宜万線・漢宜線が開通したことで、重慶から武漢（漢口）までの間も鉄道で結ばれ、100年越しで構想は現実となった。